# Вешвенайское староство
Вешвенайское староство (лит. Viešvėnų seniūnija) — одно из 11 староств Тельшяйского района, Тельшяйского уезда Литвы. Административный центр — деревня Вешвенай.

## География
Расположено на западе Литвы, в центральной части Тельшяйского района, на Жемайтской водораздельной гряде Жемайтской возвышенности.
Граничит с Дегайчяйским староством на севере, Тришкяйским — на севере и северо-востоке, Луокеским — на востоке и юго-востоке, Жаренайским — на юге, Ришкенайским — на западе, и Тельшяйским городским — на северо-западе.
Площадь Вешвенайского староства составляет 11655,1 гектар.

## Население
Вешвенайское староство включает в себя 45 деревень и один хутор.